# Новокодацький повіт
Новокодацький повіт — адміністративна територіальна одиниця Російської імперії у (1776) — 1783 роках. Центр — місто Новий Кодак.
- утворений 1776 року як Саксаганський повіт у складі Новоросійської губернії, з північної частини Кодацької паланки; управління планувалося перенести з Кодаку до тодішнього повітового міста Саксагань, проте центр залишався у Кодаці; тоді місто Кодак було українським і козацьким;
- 1783 року Саксаганський повіт переіменовано на Новокодацький, затвердивши Кодак центром повіту.
- 1784 року центр повіту перенесено у Катеринослав.

1784 року на території Новокодацького повіту у слободу Половиця перенесено Катеринослав — центр створеної Катеринославського намісництва. Території колишньої Кодацької паланки у Новокодацькому і Нікопольському повітах об'єднано у Катеринославський повіт.